# لاري وليامز (لاعب كرة قدم أمريكية)
لاري وليامز (بالإنجليزية: Larry Williams)‏ هو لاعب كرة قدم أمريكية أمريكي، ولد في 3 يوليو 1963 في أورانج في الولايات المتحدة.

## وصلات خارجية
- لاري وليامز على موقع مرجع كرة القدم المحترفة.كوم (الإنجليزية)
- لاري وليامز على موقع JustSportsStats.com (الإنجليزية)